# Бабенко Яків Олексійович
Яків Олексійович Бабенко (12 [25] жовтня 1913 року — 28 травня 1979) — учасник Другої світової війни, командир 333-го гвардійського стрілецького полку 117-ї гвардійської стрілецької дивізії 13-ї армії 1-го Українського фронту, Герой Радянського Союзу (10.04.1945), гвардії підполковник.

## Біографія
Народився 12 (25) жовтня 1913 року в селі Чалбаси (нині село Виноградове Олешківського району Херсонської області) в сім'ї селянина. Українець. Член ВКП(б) з 1942 року. Закінчив бухгалтерський технікум в Одесі в 1931 році.
У Червоній армії у 1932—1936 роках і з 1939 року. У 1940 році Бабенко закінчив Київське військове піхотне училище.
Учасник Другої світової війни з серпня 1941 року. Воював на Південному фронті в складі 18-ї армії. З важкими боями відходив на схід.
В 1943 році Бабенко закінчив прискорений курс Військової академії імені М. В. Фрунзе. Повернувся в 18-ю армію і був призначений на посаду командира полку, який пізніше став 333-м гвардійським. Брав участь у боях на Малій землі. Звільняв міста і села України.
У складі 117-ї гвардійської дивізії полк під командуванням Бабенка відзначився в грудні 1943 року при визволенні міста Бердичів Житомирської області.
У 1944 році Бабенко керував полком у боях за оволодіння та утримання Сандомирським плацдармом на річці Вісла, з якого і почався наступ 12 січня 1945 року, що отримав назву Вісло-Одерської операції.
333-й гвардійський полк, яким командував Я. А. Бабенко, як завжди, наступав у першому ешелоні. Після сильної артилерійсько-мінометної підготовки він відразу досяг ворожих траншей і опанував вузловими пунктами оборони. Потім бійці слідом за танкістами увірвалися на проміжний рубіж гітлерівських укріплень. Особливо важкі бої зав'язалися на підступах до села Шацького. П'ять разів контратакували солдати вермахту і п'ять разів відкочувалися назад. Шацьке було взято штурмом. В цих запеклих сутичках командир полку був поранений, але не залишив поле бою.
На четвертий день наступу полк Бабенка захопив дорогу, що веде до Кракова. Ворожі війська, що знаходилися в районі старовинної польської столиці, були відрізані. Прагнучи вирватися з оточення, гітлерівці кинули в бій усі свої сили, в тому числі до 200 танків. Однак успіху досягти не змогли. На світанку полк гвардійців увірвався в місто Кельце і після запеклого бою взяв його.
Далі радянські воїни рушили на ще один важливий вузол ворожого опору — місто Пйотркув, атакували його в ніч на 18 січня. Війська вермахту не очікували такого несподіваного удару і залишили місто. Указом Президії Верховної Ради СРСР за цю операцію полк удостоєний ордена Кутузова ІІІ ступеня.
19 січня 1945 року полк, рухаючись у головній похідній заставі 13-ї армії, отримав наказ вийти на Одер, з ходу форсувати його, захопити плацдарм і закріпитися на ньому.
Передовий загін на танках, виділених з 16-ї механізованої бригади, і автомашинах очолив особисто підполковник Бабенко. Змітаючи на шляху невеликі ворожі заслони, він у ніч на 23 січня 1945 року досяг річки в районі міста Хохбаушвиц північніше Штейнау (нині Сцинава, Польща) і розташувався в лісі. Почалася підготовка до захоплення «п'ятачка» на західному березі Одеру.
26 січня полк вів запеклі бої з ворогом, відбиваючи одну контратаку за іншою. На наступну добу бої тривали на підступах до міста Глогау. В одній з атак гітлерівцям вдалося прорватися в розташування полку. Від прямого влучення снаряда в спостережний пункт загинули заступник командира полку по політчастині майор Кабанов, командир взводу зв'язку і три бійця. Командир полку Бабенко був контужений. В цей критичний момент з тилу гітлерівців атакував другий батальйон, і вони відкотилися. Через день до Одеру підійшли основні сили дивізії.
28 січня 1945 року батальйон полку Бабенка в районі міста Любінь штурмом захопив летовище противника. Незабаром біля аеродрому з'явилася велика колона ворожих танків. З цієї причини були знищені всі літаки, підірвані два склади з боєприпасами і на дев'яти трофейних машинах відійшли в ліс. Танки повернули на плацдарм, де велика частина з них була знищена іншими підрозділами полку Бабенка.
В боях при форсуванні Одера полк Бабенка знищив 22 ворожих танки, 416 автомашин, 25 літаків і до 3000 гітлерівських солдатів і офіцерів. Він був нагороджений орденом Богдана Хмельницького.
Указом Президії Верховної Ради СРСР від 10 квітня 1945 року за успішне форсування Одеру, міцне закріплення плацдарму на правому березі річки і проявлені при цьому відвагу і геройство Якову Олексійовичу Бабенку присвоєно звання Героя Радянського Союзу з врученням ордена Леніна і медалі «Золота Зірка» (№ 4828).
В останні місяці війни полк Я. О. Бабенка виконував інші завдання командування, першим форсував річку Шпрее, брав участь у боях за Берлін. В травні 1945 року у складі 13-ї армії була здійснена перекидання полку до столиці Чехословаччини Праги, яка була звільнена 9 травня 1945 року.
З 1946 року Я. О. Бабенко — в запасі. Він повернувся на рідну Херсонщину, в місто Цюрупинськ. Тут працював головою райвиконкому. Потім переїхав до Каховки Херсонської області, де працював на різних господарських та адміністративних посадах. Помер 28 травня 1979 року.

## Нагороди
- Медаль «Золота Зірка» Героя Радянського Союзу (№ 4828) (10.04.1945)
- Орден Леніна (10.04.1945)
- Три ордени Червоного Прапора (28.07.1944, 25.01.1945, 14.05.1945)
- Орден Вітчизняної війни I ступеня (03.02.1944)
- Орден Червоної Зірки (05.10.1942)
- Медалі, в тому числі:
  - Медаль "За перемогу над Німеччиною у Великій Вітчизняній війні 1941—1945 рр .. "
  - Ювілейна медаль "Двадцять років Перемоги у Великій Вітчизняній війні 1941—1945 рр .. "
  - Ювілейна медаль "Тридцять років Перемоги у Великій Вітчизняній війні 1941—1945 рр .. "